# Murwara
Murwara (o Mudwara, chiamata anche Katni) è una suddivisione dell'India, classificata come municipal corporation, di 186.738 abitanti, capoluogo del distretto di Katni, nello stato federato del Madhya Pradesh. In base al numero di abitanti la città rientra nella classe I (da 100.000 persone in su).

## Geografia fisica
La città è situata a 23° 51' 0 N e 80° 24' 0 E e ha un'altitudine di 372 m s.l.m.

## Società

### Evoluzione demografica
Al censimento del 2001 la popolazione di Murwawa assommava a 186.738 persone, delle quali 97.666 maschi e 89.072 femmine. I bambini di età inferiore o uguale ai sei anni assommavano a 24.682, dei quali 12.974 maschi e 11.708 femmine. Infine, coloro che erano in grado di saper almeno leggere e scrivere erano 133.900, dei quali 76.030 maschi e 57.870 femmine.